# آرنولد اس. ایگل
آرنولد اس. ایگل (انگلیسی: Arnold S. Eagle؛ ۱ دسامبر ۱۹۰۹ – ۲۵ اکتبر ۱۹۹۲) عکاس و فیلم‌بردار مجار-آمریکایی بود.
از فیلم‌ها یا مجموعه‌های تلویزیونی که وی در آن‌ها نقش داشته‌است، می‌توان به رؤیاهایی که با پول می‌توان خرید اشاره نمود.